# Bruno Seidler-Winkler
Karl Ludwig Bruno Seidler-Winkler (Berlín, 18 de juliol, 1880 - Idem. 19 d'octubre, 1960) va ser un director d'orquestra, pianista i arranjador alemany.

## Biografia
Bruno Seidler-Winkler era fill d'un músic i va fer aparicions musicals en la seva joventut. Va rebre la seva primera formació de piano al Conservatori Stern amb Ernst Jedliczka. Va cantar al cor de la catedral de Berlín. Als deu anys també tocava el violí i era considerat un pianista talentós; quatre anys més tard va dirigir en un petit teatre de Berlín. Com a gestor d'enregistraments artístics per a la "German Edison Society", va conèixer i dominar les possibilitats de l'enregistrament sonor ja a la dècada de 1890.
Aleshores va poder aportar la seva experiència a la recentment fundada Deutsche Grammophon. Del 1903 al 1923, com a director artístic, va ser responsable d'un gran nombre d'enregistraments sonors. Va dirigir enregistraments dels conjunts d'òpera de Berlín, Dresden, Munic i Viena i va organitzar les instal·lacions i els espais de gravació necessaris. La tecnologia d'enregistrament acústic utilitzada en els primers anys d'enregistraments en vinil estava afectada per molts problemes i limitacions tècniques. Tanmateix, amb els arranjaments que va triar, Bruno Seidler-Winkler va aconseguir l'efecte desitjat pels compositors individuals molt bé. Va ser un dels primers directors residents a dirigir l'orquestra Deutsche Grammophon. El 1908, sota la seva direcció, es va fer el primer enregistrament complet de l'òpera Carmen de Georges Bizet (amb Emmy Destinn en el paper principal) i el 1923, quan va deixar Deutsche Grammophon, el primer enregistrament complet de la 9a Simfonia de Beethoven. També va treballar com a director d'orquestra del 1903 al 1932. Del 1923 al 1925 va treballar com a director d'orquestra a Chicago i del 1926 al setembre de 1932, com a predecessor d'Eugen Jochum, va dirigir l'orquestra simfònica de ràdio de la Funk-Stunde Berlin.
També va acompanyar enregistraments d'artistes coneguts -cantants i instrumentistes- al piano. S'han conservat nombrosos enregistraments que es van fer amb el cantant Otto Reutter des de 1902 fins poc després de la Primera Guerra Mundial i Váša Příhoda. Des de principis de la dècada de 1930 va participar en la formació de joves artistes a la Universität der Künste Berlin per al disseny musical del programa de ràdio. Va treballar com a arranjador del sextet mestre a mitjans dels anys trenta. L'any 1938 va participar en el primer enregistrament elèctric de l'òpera Die Walküre de Richard Wagner, que s'havia planificat des de principis dels anys 30 i que després va començar a Viena el 1935 per Bruno Walter i l'Orquestra Simfònica de Viena, les parts que falten del segon acte. dels quals van ser gravats a Berlín sota la seva direcció "Electrola" (La veu del seu mestre) van ser gravats. També l'any 1938 va acompanyar la jove violinista francesa Ginette Neveu en els seus primers enregistraments.
A més de la música clàssica, el seu repertori també incloïa música lleugera com operetes, chansons i hits. Va organitzar l'enregistrament de la cançó Lili Marleen amb Lale Andersen el 1939. També va dirigir el conjunt instrumental que va acompanyar l'enregistrament. El 1944, Seidler-Winkler va ser inclòs a la llista donada per "Ministeri del Reich per a la Il·lustració Pública i Propaganda".
La soprano Brigitta Seidler-Winkler, nascuda l'any 1936, era la seva filla.
El 1913 es va convertir en membre de la Lògia Francmaçó de Berlín Zum Widder. Uns mesos abans de la seva mort, el 1960 li van concedir la Creu Federal al Mèrit.
Bruno Seidler-Winkler va ser enterrat al cementiri estatal de Kisseln, al districte de Spandau de Berlín.